# 数論幾何学
数論幾何（すうろんきか、仏: géométrie arithmétique）あるいは数論的代数幾何学（英: arithmetic algebraic geometry）は、数論の一分野であり、数論の問題を解くために代数幾何の道具を用い、初等的でない定義を使う。スキーム論の出現後、数論幾何は整数環 Z のスペクトル上の有限型のアレクサンドル・グロタンディークのスキームの研究として合理的に定義できよう。この視点は半世紀以上に渡って非常に影響的である。それは（可換環論の現在のことばを用いるために）数論を整数上の多項式環の商である環だけで扱おうとするレオポルト・クロネッカーの野望をはたすものと非常に広くみなされている。実はスキーム論は全く「有限的」にはみえないあらゆる種類の補助的構成を用いるので、「構成主義派」の思想とはそのようなものとして関係が薄い。スキーム論がそうではないことは、p 進数とは違って素イデアルから来ない「無限素点」（実と複素の局所体）への継続的な興味から現れる。
問題の例としては次のようなものがある。
- ある数体のすべての完備化において多項式方程式の根を見つけることができるならば、その方程式はその体上で根を持つと結論できるか？ ある場合にはその問題に答えることができ、別の場合には答えは否定的だが、（予想：）障害を知りしたがっていつこれがうまくいくかを知ろうとする。
- 有限体上の多項式方程式系が与えられたとき、どうやって根の個数を数えるか？ 体を拡大したとき、根はどのように増えるか？

参考となりうる本の例
- 三枝洋一：『数論幾何入門—モジュラー曲線から大定理・大予想へ』、森北出版、ISBN 978-4-627-07891-8　(2024年5月）。
- 森下昌紀：『ガロア圏と基本群』、森北出版、ISBN 978-4627083912　(2024年7月）。